# Trossingen
Trossingen (pronunciación en alemán: /ˈtʁɔsɪŋən/ⓘ) es una ciudad alemana en el sur de Baden-Wurtemberg. Con unos 15.400 habitantes es la segunda ciudad más grande en el distrito de Tuttlingen. Está ubicada en la meseta de la Baar, aproximadamente 15 km al este de la Selva Negra, 15 km al oeste del Jura de Suabia, 50 km al norte del lago de Constanza.